# Дугонзи
Dugongidae је породица сисара из реда морских крава (Sirenia). Породица има само једну преживелу врсту, а то је дугонг (Dugong dugon). Њој је припадала и штелерова морска крава (Hydrodamalis gigas), изумрла у 18. веку, као и велики број пронађених фосилних врста.

## Таксономија
- Породица DUGONGIDAE
  - Род †Anisosiren
    - Врста †Anisosiren pannonica

  - Род †Indosiren
    - Врста †Indosiren javanensis
    - Врста †Indosiren koeningswaldi

  - Род †Miodugong
    - Врста †Miodugong brevicranius

  - Род †Paralitherium
    - Врста †Paralitherium tarkanyense

  - Род †Prohalicore
    - Врста †Prohalicore dubaleni

  - Род †Sirenavus
    - Врста †Sirenavus hungaricus

  - Потпородица Dugonginae
    - Род †Bharatisiren
      - Врста †Bharatisiren indica
      - Врста †Bharatisiren kachchhensis

    - Род †Corystosiren
      - Врста †Corystosiren varguezi

    - Род †Crenatosiren
      - Врста †Crenatosiren olseni

    - Род †Dioplotherium
      - Врста †Dioplotherium allisoni
      - Врста †Dioplotherium manigaulti

    - Род Dugong
      - Врста Dugong dugon, дугонг

    - Род †Nanosiren
      - Врста †Nanosiren garciae
      - Врста †Nanosiren sanchezi

    - Род †Rytiodus
      - Врста †Rytiodus capgrandi

    - Род †Xenosiren
      - Врста †Xenosiren yucateca

  - Потпородица †Halitheriinae
    - Род †Caribosiren
      - Врста †Caribosiren turneri

    - Род †Eosiren
      - Врста †Eosiren abeli
      - Врста †Eosiren imenti
      - Врста †Eosiren libyca
      - Врста †Eosiren stromeri

    - Род †Eotheroides
      - Врста †Eotheroides aegyptiacum
      - Врста †Eotheroides babiae
      - Врста †Eotheroides majus
      - Врста †Eotheroides waghapadarensis

    - Род †Halitherium
      - Врста †Halitherium alleni
      - Врста †Halitherium antillense
      - Врста †Halitherium christolii
      - Врста †Halitherium schinzii
      - Врста †Halitherium taulannense

    - Род †Metaxytherium
      - Врста †Metaxytherium aquitaniae
      - Врста †Metaxytherium arctodites
      - Врста †Metaxytherium collinii
      - Врста †Metaxytherium crataegense
      - Врста †Metaxytherium floridanum
      - Врста †Metaxytherium krahuletzi
      - Врста †Metaxytherium lovisati
      - Врста †Metaxytherium medium
      - Врста †Metaxytherium riveroi
      - Врста †Metaxytherium serresii
      - Врста †Metaxytherium subapenninum

    - Род †Prototherium
      - Врста †Prototherium intermedium
      - Врста †Prototherium veronense

    - Род †Thalattosiren
      - Врста †Thalattosiren petersi

  - Потпородица †Hydrodamalinae
    - Род †Dusisiren
      - Врста †Dusisiren dewana
      - Врста †Dusisiren jordani
      - Врста †Dusisiren reinharti

    - Род †Hydrodamalis
      - Врста †Hydrodamalis cuestae
      - Врста †Hydrodamalis gigas, штелерова морска крава